# Walram Pagan Limburški
Walram II . Limburški, z vzdevkom Paganus  (Pogan) (ok. 1085 - 16. julij 1139 ) je bil sin vojvode Henrika I. Limburškega in Adelajde Arlonske. Svoj vzdevek ima verjetno zaradi poznega krsta.

## Teritorialna prevlada
Bil je vojvoda Limburga od 1118 do 1139 kot Walram II. 'Paganus'. Bil je tudi vojvoda Spodnje Lorene od 1128 do 1139, ko je zamenjal Godfreja I. Louvainskega, ki se je kljub temu še naprej imel za vojvodo Spodnje Lorene. V vsakem primeru je nemški cesar Lotar III. leta 1128 Walramu podelil vojvodsko oblast (vključno z mejno grofijo Antwerpen kot uradnim fevdom). Naslednje leto, leta 1129, je postal tudi advokat Duisburga.
S premeteno politiko poroke mu je uspelo okrepiti svoj ozemeljski položaj moči, tako da se je pred letom 1105 poročil z grofico Juto (Judito) Geldersko, hčerko grofa Gelderskega. Žena mu je je kot doto prinesla gospostvo in grad Wassenberg, ki ga je polno prevzel leta 1129, po očetovi smrti. Juta se je preselila v  Limburg šele po bratovi smrti med letoma 1131 in 1133. Limburžani so tako postali vazali kölnskega volilnega nadškofa. Leta 1136 mu je uspelo prevzeti nadzor nad deželo 's-Hertogenrode (Herzogenrath). On in njegovi potomci so dali bogate donacije opatiji Klosterrath (kasneje imenovani Rolduc) in jo izbrali za rodbinsko grobnico.

## Nasledstvo
V "vojvodstvu" Limburg ga je po smrti nasledil njegov najstarejši sin Henrik II.  kot grof Limburški. Leta 1139 so se pravice, status in naslov "vojvode Limburškega" uradno vrnile Gotfridu II. Brabantskemu (1139-1167).
Njegov drugi sin Walram III. Arlonski (- 1146) ga je nasledil kot grof Arlonski. Po zgodnji smrti Walrama II. ga je nasledil njegov starejši brat Henrik I. kot grof Arlonski.
Še pred 9. februarjem 1140 je cesar Konrad III. Nemški  potrdil Gotfrida II. Leuvenskega  za vojvodo Spodnje Lorene, ki je 25. junija 1139 dejansko opravljal vojvodstvo.

## Naslovi
Walram II. Paganus je nosil naslednje nazive: grof Arlonski leta 1115, grof Wassenberški in Limburški od leta 1119 in vojvoda Spodnje Lorene leta 1128. Bil je tudi mejni grof Antwerpna in advokat Duisburga.

## Poroka in otroci
Pred letom 1105 je bil Walram poročen z Juto (ali Judito) Geldersko (ok. 1095 - 1151), hčerko grofa Gerharda I. Gelderskega in njegovega prve žene Sofije. Kot doto je prinesla gospostvo in grad Wassenberg.
Par je imel naslednje potomce:
- Henrik II. Limburški
- Gerhard Wassenberški, poročen z Elizabeto
- Beatriks (ok. 1115 - umrla 12. julija po 1164), poročena z grofom Rupertom I. Laurenburškim
- Walram II. Arlonski (umrl ok. 1146) grof Arlonski od 1139-1146
- hči (umrla ok. 1150), poročena z grofom Egbertom Tecklenburškim

Walram II. Pagan je umrl 16. julija 1139. Vojvodinja Juta je umrla 24. junija 1151. Pokopali so jo v središču opatijske cerkve v Kloosterradeju. Tik pred smrtjo je svoje pravice do cerkve v Lommersumu podarila opatiji in hkrati vstopila v samostan Kloosterrade.